# Черни-Мост (станція метро)
50°06′33″ пн. ш. 14°34′39″ сх. д. / 50.10917° пн. ш. 14.57750° сх. д.
Черни-Мост (чеськ. Černý Most) — кінцева станція Празького метрополітену. Розташована за станцією «Райська заграда».
Станція була відкрита 8 листопада 1998 року у складі пускової дільниці лінії B «Чеськоморавська»—«Черни-Мост».

## Характеристика станції
Станція є надземною критою, має 2 платформи та 2 колії.

## Вестибюли
Вихід веде до Автовокзалу Черни-Мост. Поруч знаходиться поліклініка Черни-Мост.

## Колійний розвиток
1-а колія використовується для посадки пасажирів на поїзди, в сторону станції Злічин, 2-а колія використовується тільки для висадки пасажирів, оскільки станція є кінцевою.
За станцією знаходяться оборотні тупики з 2 коліями.